# Kekec nad samotnim breznom
Kekec nad samotnim breznom je tretja slovenska planinska pripovedka o Kekcu iz leta 1924, ki jo je napisal Josip Vandot. Ni izšla naenkrat, ampak v dvanajstih nadaljevanjih, prvič kot priloga mladinskega lista Zvonček (letnik25#1). Pisatelj je tole pripovedko kot novoletno darilce posvetil hčerki Jelici. 

## Izid po delih
| Del  | Izid po delih     | Strani | Številka    |        |
| ---- | ----------------- | ------ | ----------- | ------ |
| I    | 1. januar 1924    | 12     | letnik25#1  | [ 2 ]  |
| II   | 1. februar 1924   | 11     | letnik25#2  | [ 3 ]  |
| III  | 1. marec 1924     | 9      | letnik25#3  | [ 4 ]  |
| IV   | 1. april 1924     | 10     | letnik25#4  | [ 5 ]  |
| V    | 1. maj 1924       | 10     | letnik25#5  | [ 6 ]  |
| VI   | 1. junij 1924     | 10     | letnik25#6  | [ 7 ]  |
| VII  | 1. julij 1924     | 9      | letnik25#7  | [ 8 ]  |
| VIII | 1. avgust 1924    | 10     | letnik25#8  | [ 9 ]  |
| IX   | 1. september 1924 | 10     | letnik25#9  | [ 10 ] |
| X    | 1. oktober 1924   | 9      | letnik25#10 | [ 11 ] |
| XI   | 1. november 1924  | 10     | letnik25#11 | [ 12 ] |
| XII  | 1. december 1924  | 13     | letnik25#12 | [ 13 ] |

## Filmska upodobitev
Leta 1951 je bil po tej zadnji planinski pripovedki o Kekcu, posnet prvi črnobeli celovečerec s preprostim naslovom Kekec, ki ga je režiral Jože Gale. To je bil njegov prvi film o Kekcu. Scenarij po tej pripovedki za ta film je napisal Ivan Ribič, adaptacijo scenarija pa je napisal Gale.